# Districte de Poltár
El districte de Poltár - (eslovac) Okres Poltár - és un dels 79 districtes d'Eslovàquia. Es troba a la regió de Banská Bystrica. Té una superfície de 476,22 km², i el 2013 tenia 22.226 habitants. La capital és Poltár.

## Demografia
| Godina             | 1994   | 2004   | 2014   | 2024   |
| ------------------ | ------ | ------ | ------ | ------ |
| Nombre de persones | 23.209 | 22.893 | 22.074 | 20.135 |
| Diferència         |        | −1,36% | −3,57% | −8,78% |

| Godina             | 2023   | 2024   |
| ------------------ | ------ | ------ |
| Nombre de persones | 20.247 | 20.135 |
| Diferència         |        | −0,55% |

## Llista de municipis

### Ciutats
- Poltár

### Pobles
Breznička | Cinobaňa | České Brezovo | Ďubákovo | Hradište | Hrnčiarska Ves | Hrnčiarske Zalužany | Kalinovo | Kokava nad Rimavicou | Krná | Mládzovo | Málinec | Ozdín | Rovňany | Selce | Sušany | Šoltýska | Uhorské | Utekáč | Veľká Ves | Zlatno
1. 1 2  «Počet obyvateľov podľa pohlavia - obce (ročne) [om7102rr_obce=AREAS_SK]».   Statistical Office of the Slovak Republic, 31-03-2025. [Consulta: 31 març 2025].